# Saybrook Township
Saybrook Township ist eines von 27 Townships des Ashtabula Countys im US-Bundesstaat Ohio. Nach der Volkszählung im Jahr 2000 waren hier 10.051 Einwohner registriert.

## Geografie
Saybrook Township liegt im Nordwesten des Ashtabula Countys im äußersten Nordosten von Ohio, grenzt im Norden an den Eriesee und im Uhrzeigersinn an die Townships: Ashtabula Township, Plymouth Township, Jefferson Township, Austinburg Township, Harpersfield Township und Geneva Township.

## Verwaltung
Das Township wird durch ein Board of Trustees, bestehend aus drei gewählten Mitgliedern, verwaltet. Zwei Personen werden jeweils im Jahr nach der Präsidentschaftswahl gewählt und eine jeweils im Jahr davor. Die Amtszeit dauert in der Regel vier Jahre und beginnt jeweils am 1. Januar. Daneben gibt es noch einen Township Clerk (Schriftführer), der ebenfalls im Jahr vor der Präsidentschaftswahl auf eine vierjährige Amtszeit gewählt wird. Dessen Amtszeit beginnt jeweils am 1. April.